# Fernando Ribeiro
Fernando Ribeiro (Lisboa, 26 de Agosto de 1974) é um cantor português, vocalista e letrista da banda portuguesa de metal gótico Moonspell. Além desta faceta principal é escritor e tradutor.

## Biografia
Criado na Brandoa, Fernando Ribeiro forma em 1989 os Morbid God, que mais tarde, em 1992, mudam o nome para Moonspell.  Ribeiro estudou Filosofia na Faculdade de Letras de Lisboa. Publicou três livros de poesia, Como Escavar um Abismo (2001), As Feridas Essenciais (2004), e o Diálogo de Vultos (2007).  Escreveu ainda o livro em prosa, Senhora Vingança (2011).
Participou também no projecto "A Sombra Sobre Lisboa - Contos Lovecraftianos na cidade das sete colinas". Uma obra literária que conta com vários autores e que invoca os mundos de Lovecraft adaptados à cidade de Lisboa. 
Escreveu as introduções para Os Melhores Contos de Howard Phillips Lovecraft, editado em 2005, e traduziu para português a biografia em BD Lovecraft.
Escreveu, também e regularmente, para a revista de metal portuguesa LOUD! na coluna mensal intitulada The Eternal Spectator.
Em 1998 foi também um dos fundadores do projecto musical Daemonarch. 
Em 2009 fez parte do projecto Amália Hoje, que juntamente com Sónia Tavares, Nuno Gonçalves e Paulo Praça regrava alguns clássicos de Amália Rodrigues. Ainda no mesmo ano participa num tema da banda Bizarra Locomotiva, chamado "Anjo Exilado" do álbum Álbum Negro e no projecto Orfeu Rebelde, com chancela da Optimus Discos.

## Vida pessoal
É casado desde 2008 com Sónia Tavares, vocalista da banda The Gift. Têm um filho, Fausto, nascido em 2012, e vivem em Alcobaça.

## Discografia
Álbuns de estúdio com Moonspell
under the moonspell (EP) 1993
- Wolfheart (1995)
- Irreligious (1996)
- Sin/Pecado (1998)
- The Butterfly Effect (1999)
- Darkness and Hope (2001)
- The Antidote (2003)
- Memorial (2006)
- Under Satanæ (2007)
- Night Eternal (2008)
- Alpha Noir/Omega White (2012)
- Extinct (2015)
- 1755 (2017)

projectos
- Daemonarch - Hermeticum (1998)
- Hoje - Amália Hoje (2009)
- Orfeu Rebelde - Cada Som Com Um Grito (2009)